# Компанец, Николай Иванович
Никола́й Ива́нович Компане́ц  (16 апреля 1939 — 26 сентября 2018) — советский и украинский график. Заслуженный деятель искусств Украинской ССР (1989).

## Биография
Родился 16 апреля 1939 года в Рудне (ныне Киевская область, Украина). В 1957 году окончил Киевскую художественную школу имени Т. Г. Шевченко, 1964 года в КГХИ, учился у Г. В. Якутовича и Г. И. Гавриленко.
Работал художественным редактором журнала «Барвинок» и заведующим экспериментальной редакции новой книги — Комитета по печати при СМ УССР.
С 1983 года работал в Национальной академии изобразительного искусства и архитектуры. С 1993 года руководил учебно-творческой мастерской свободной графики, доцент (1992), профессор (1995).
Является автором многочисленных станковых графических произведений, его произведения:
- книжные иллюстрации — «За двумя зайцами» М. П. Старицкого (1967)
- «Наталка-Полтавка» И. Котляревского (1969)
- сборники стихов Т. Г. Шевченко (1974)
- «Маруся» Г. Квитки-Основьяненко (1978)
- «Гуси-лебеди летят» М. А. Стельмаха (1979)
- сборники повестей Н. В. Гоголя (1989)
- сборники повестей Г. Квитки-Основьяненко (1989)
- произведения в станковой области — серии «Земля моих родителей» (1984—1994)
- «Седневские мотивы» (1990)
- «Зимнее Закарпатье» (1991—1993)
- «Двое» (1991—1993)
- также произведения — «Буг после дождя» (1996)
- «Десна. Вечерние сумерки» (1997)
- «Весеннее половодье» (1998)

## Награды и премии
- Национальная премия Украины имени Тараса Шевченко (2015) — за художественный цикл «Земля моих родителей» и иллюстрации к произведениям Н. В. Гоголя[1]
- Серебряная медаль НАИУ
- Заслуженный деятель искусств Украинской ССР (1989)